# Five Nights at Freddy’s 4
Five Nights at Freddy’s 4 (с англ. — «Пять ночей у Фредди 4») — независимая компьютерная игра в жанрах point-and-click и survival horror, разработанная и изданная в 2015 году американским игровым дизайнером Скоттом Коутоном. Четвёртая часть во франшизе Five Nights at Freddy’s. В отличие от предыдущих игр серии, игрок управляет безымянным ребёнком, который должен задержать бродящих по его дому смертоносных и кошмарных аниматроников с помощью фонарика. Соответственно, игрок не имеет доступа к планшету с камерами наблюдения для слежки за противниками и должен ориентироваться на слух. В перерывах между уровнями, именуемых «ночами», игрок сыграет в стилизованные под видеоигры времён Atari 2600 мини-игры, рассказывающие историю о маленьком мальчике, над которым издевается его старший брат.
Игра была официально анонсирована в апреле 2015 года и позиционировалась как «Заключительная глава». Five Nights at Freddy’s 4 была выпущена 23 июля 2015 года на Windows, хотя выйти должна была 31 октября на Хэллоуин. 25 июля и 3 августа были выпущены мобильные версии на Android и iOS соответственно. В ноябре 2019 года Five Nights at Freddy’s 4 была портирована на консоли PlayStation 4, Xbox One и Nintendo Switch. Игра получила смешанные отзывы от критиков — её хвалили за тревожную атмосферу, но критиковали за переработанную механику геймплея. В октябре 2016 года было выпущено продолжение Five Nights at Freddy’s: Sister Location.

## Игровой процесс
Five Nights at Freddy’s 4 представляет собой игру в жанре survival horror с элементами point-and-click. В отличие от предыдущих игр серии Five Nights at Freddy’s, действие которых происходило в пиццерии «Freddy Fazbear’s Pizza» и тематическом хоррор-аттракционе «Fazbear’s Fright: The Horror Attraction», игрок управляет ребёнком в своей спальне, которому необходимо пережить ночь, длящуюся с 12 часов ночи до 6 часов утра, и задержать «кошмарных» аниматроников — медведя Фредди, кролика Бонни, курицы Чики и лиса Фокси.
Игрок может перемещаться по спальне ребёнка, подбегая к двум дверям слева и справа и к шкафу, и поворачиваться назад к кровати. Игрок может задержать аниматроников исключительно с помощью фонарика, который отпугивает противников и освещает коридоры дома. Так как главным героем является ребёнок, в игре отсутствует планшет с камерами наблюдения для слежки за аниматрониками, поэтому игроку необходимо ориентироваться на слух. Если аниматроник проник в комнату или ребёнок столкнулся с ним, персонаж погибает, и игра заканчивается. Если игрок добрался до пятой «ночи», то ему предстоит обороняться против «кошмарного» Фредбера, который становится более агрессивным при вспышке фонарика. При этом предыдущие аниматроники в эту ночь становятся неактивны.
В перерывах между «ночами» игрок сыграет в мини-игры «Веселье с Плюштрапом», в которых необходимо заставить остановить маленького аниматроника Плюштрапа на крестике, намеченном на полу. В случае успеха, последующая «ночь» сокращается на два часа. Кроме того, как и в прошлых играх серии в игре присутствуют стилизованные под проекты на Atari 2600 мини-игры, дающие представление об истории франшизы и раскрывающие сюжет игры. Из старых мобильных версий Five Nights at Freddy’s 4 мини-игры были исключены из-за ограниченной памяти.

## Сюжет
Согласно мини-играм, Five Nights at Freddy’s 4 рассказывает о маленьком мальчике предположительно являющийся игровым персонажем в «ночах». В первой мини-игре он закрывается в спальне с плюшевыми игрушками, которых он считает своими друзьями. При этом, плюшевая игрушка, созданная на основе аниматроника Фредбера, постоянно дразнит и мучает ребёнка, что усиливает его страх перед семейной пиццерией, находящейся рядом с его домом. В следующих мини-играх показывается, как над мальчиком издевается его старший брат — он намеренно пугает его, бросает его в ресторане, дразнит и запирает его в подсобке. На протяжении всей игры периодически в детской спальне у кровати можно будет заметить пузырёк с таблетками, капельницу и вазу с цветами.
В шестой мини-игре мальчик снова подвергается издевательствам со стороны своего брата и нескольких его друзей — воспользовавшись его страхом, ребята засовывают ребёнка в рот к Фредберу для «поцелуя», который в итоге откусывает ему голову на глазах мальчишек. В седьмой мини-игре мальчик оказывается в тёмном помещении, окружённом его игрушками, и неизвестный голос сообщает, что аниматроники «соберут его воедино». Игрушки и мальчик медленно исчезают, воспроизводится звук сердечного ритма, что намекает на смерть ребёнка после укуса. Если игрок завершил игру в «кошмарном» режиме, то ему покажут закрытую металлическую коробку, которую невозможно открыть. Если попытаться это сделать, то появится надпись «Возможно, некоторые вещи лучше не трогать сейчас». Значение этой коробки никогда не объяснялось и не уточнялось подробнее.

## Анонс и выход
27 апреля 2015 года на веб-сайте Скотта Коутона появилось тизерное изображение четвёртой части с запланированной датой выхода на 31 октября 2015 года, которое было подписано как «Заключительная глава». В июле был выпущен трейлер игры, а позже дата выхода была перенесена на 8 августа — в годовщину релиза первой части. 23 июля Скотт объявил, что игра завершена, и досрочно выпустил её в Steam на Windows. 25 июля и 4 августа игра была портирована на Android и iOS соответственно. На Хэллоуин было выпущено тематическое обновление, в котором были изменены модели аниматроников и добавлены читы для тех, кто прошёл игру. 29 ноября 2019 года игра была портирована на консоли PlayStation 4, Xbox One и Nintendo Switch, вместе с первой, второй и третьей частями. В октябре следующего года игра вместе с предыдущими частями стала доступна по подписке Game Pass для Xbox и Windows, а также для Android.

## Отзывы критиков
| Сводный рейтинг       | Сводный рейтинг         |
| Агрегатор             | Оценка                  |
| --------------------- | ----------------------- |
| GameRankings          | 53,33 % (PC) 70 % (iOS) |
| Metacritic            | 51/100                  |
| Иноязычные издания    |                         |
| Издание               | Оценка                  |
| Destructoid           | 4/10                    |
| Nintendo Life         | 7/10                    |
| PCGamesN              | 5/10                    |
| PC Gamer (US)         | 70/100                  |
| Pocket Gamer          | 5/10                    |
| TouchArcade           | [ 25 ]                  |
| The Escapist          | [ 26 ]                  |
| Русскоязычные издания |                         |
| Издание               | Оценка                  |
| «Игры Mail.ru»        | 8,5/10                  |

Согласно сайту-агрегатору Metacritic, ПК-версия Five Nights at Freddy’s 4 получила 51 балл из 100, что, по критериям сайта, указывает на «смешанные отзывы».
Обновлённый игровой процесс Five Nights at Freddy’s 4 получил неоднозначные отзывы. Некоторые рецензенты, такие как Ник Роуэн из Destructoid и Омри Петтит из PC Gamer, посчитали, что франшиза и её геймплей устарели. Первый описал игру как «сухое повторение Five Nights at Freddy’s», порекомендовав людям не играть в неё, а второй указал на малое разнообразие в геймплее, и назвал её «слишком утомительной», чтобы заинтересовать его. Но в то же время, Анджело М. Д’Ардженио из журнала похвалил переработанный геймплей и сюжет, назвав их «идеальными» для фанатов серии, хотя и отметил глюки. Удаление сюжетных мини-игр в мобильной версии порицалось Шоном Масгрейвом из TouchArcade, которое, по его словам, «нанесло ущерб игре, рекламируемой как заключительная глава».
Реакция на атмосферу и звук была положительной, хотя некоторые аспекты также подверглись критике. Митч Фогель из Nintendo Life описал игру как «самую пугающую в серии», но скримеры в игре назвал «раздражающими». Надя Оксфорд из Gamezebo положительно отозвалась на упор игры на звук, но отметила чрезмерную зависимость на этот фактор, из-за чего тем, кто играет в шумном помещении, будет трудно с прохождением. Мэтт Перслоу из PCGamesN похвалил атмосферу, но также отмечал чрезмерный упор на слух, из-за которого иногда непонятно, какие звуки важны для слежки за аниматрониками.
Five Nights at Freddy’s 4 попала в десятку самых популярных игр на YouTube за 2015 год. Компания Broadband Choices включила Five Nights at Freddy’s 4 в топ-10 самых пугающих игр. В сентябре 2023 года сайт GameRant поставил четвёртую часть на седьмое место своего топа лучших игр во франшизе Five Nights at Freddy’s.